# Ulfilas

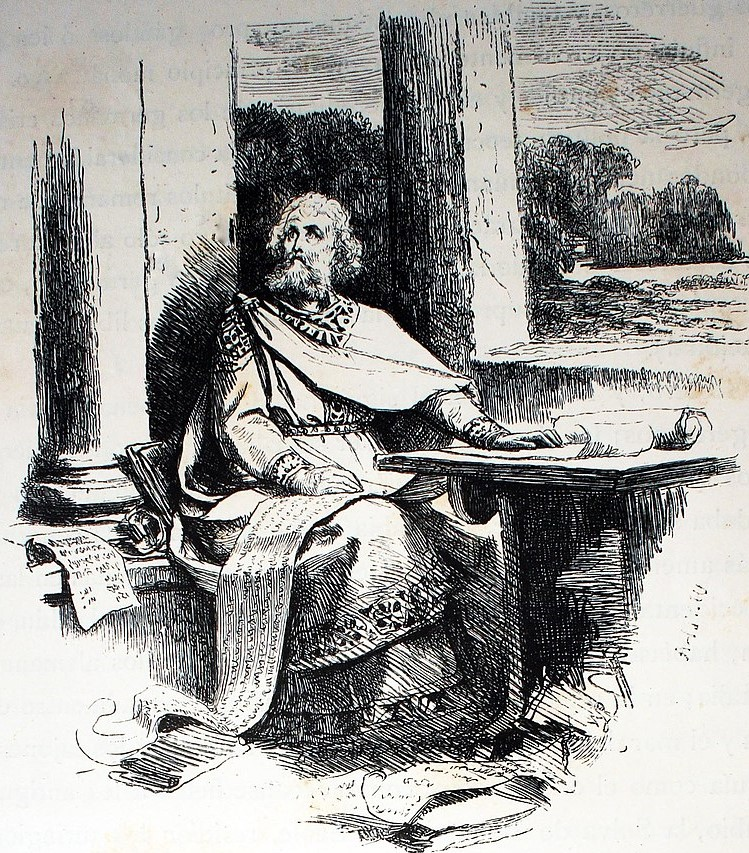
Ulfilas traduciendo la Biblia.

Ulfilas o Wulfila (del gótico 'pequeño lobo' o 'lobezno'; c. 311-c. 388) fue un obispo, misionero y traductor godo que pasó cierto tiempo en el Imperio romano cuando el arrianismo era la corriente religiosa dominante. Ulfilas fue ordenado obispo por Eusebio de Nicomedia, tras lo cual volvió a su pueblo para ejercer de misionero. 
Ulfilas tradujo la Biblia del griego al gótico. Con este fin desarrolló el alfabeto ulfilano. Han sobrevivido fragmentos de esta obra, que se conoce con el nombre de Codex Argenteus, y se conservan en la Biblioteca Universitaria de Upsala, Suecia.
Ulfilas convirtió a muchos de los visigodos y ostrogodos predicando las doctrinas arrianas, que cuando llegaron al Mediterráneo occidental les separaron de sus vecinos católicos, mucho más numerosos.

## Fuentes históricas

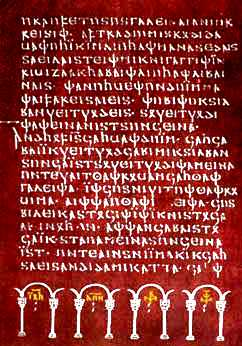
Codex Argenteus.

## El credo de Ulfilas

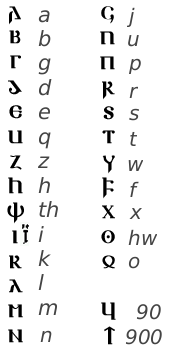
El alfabeto gótico de Ulfilas (s. IV).

## Vida
Ulfilas nació a principios del siglo IV en el seno una familia romana proveniente de Sadagolthina, una pequeña población de la región de Capadocia en Asia Menor. Su familia había sido hecha prisionera por los tervingios, un pueblo godo asentado al norte del Danubio que desde finales del siglo III hacía frecuentes incursiones atravesando el mar Negro para conseguir botín y rehenes. A pesar de su cautividad, Ulfilas recibió una educación que le permitió dominar tanto el godo como el latín y el griego. En una época en el que el Imperio romano avanzaba a su propia cristianización, también proliferaban iglesias entre los pueblos germánicos, y Ulfilas pronto ascendió a la categoría de lector en la de su comunidad.
Ulfilas adquirió tanta notoriedad como para que el emperador Constancio II lo hiciera incluir en una embajada a Constantinopla en el año 341 para nombrarlo obispo de los «cristianos de Gocia». Allí retornó y continuó con su labor hasta que, siete años después, él y su congregación fueron expulsados, quizás por excesivo proselitismo o a causa de conflictos diplomáticos derivados de las exigencias romanas a los tervingios, a quienes reclamaban refuerzos militares para la guerra en Persia. Constancio recibió a Ulfilas con grandes honores y le dio acogida, junto a sus seguidores, cerca de Nicópolis, a orillas del Danubio, el lugar donde hizo la traducción del griego al gótico de la Biblia que se conserva parcialmente en el Codex Argenteus.
Ulfilas tradujo la Biblia completa exceptuando el Libro de los Reyes, por considerarlo excesivamente belicoso para los godos, y la Epístola a los hebreos, probablemente por razones doctrinales. Aunque disponía del alfabeto rúnico, Ulfilas prefirió crear uno nuevo de 27 signos basándose principalmente en el alfabeto griego, del que adoptó 19 letras (2 con significado exclusivamente numérico), además de 6 que provenían del latino y solo 2 del rúnico.